# Borsec
Borsec (maghiară: Borszék, germană: Bad Borseck) este un oraș în județul Harghita, Transilvania, România. Are o populație de 2.585 locuitori, cu o majoritate de etnici maghiari.

## Geografie
Orașul Borsec se află în lanțul muntos al Carpaților Orientali la N-E Județului Harghita, într-o depresiune situată la interferența Munților Giurgeului Munții Bistriței și Călimani, la o altitudine cuprinsă între 850–950 m. Este situat limitrof DN15.
Depresiunea Borsec are o formă ovală și este cu vîrful orientat spre nord-est, fiind separată de pintenul dealului Scaunul Rotund în două subunități. Localitatea este compusă din două areale care corespund geografic celor două mici zone depresionare care se unesc: Borsecul de Sus și Borsecul de Jos. Acesta din urmă se află la sud-vest de a lungul DN15 la intersecția acestuia cu DJ128 Borsec-Ditrău, iar Borsecul de Sus (sau stațiunea propriuzisă) se află pe platoul situat la nord-est de așezarea primară, aflat la altitudine superioară în medie cu 80–100 m. În partea de vest la mică distanță se găsește spre Toplița Pasul Creanga iar spre est valea Bistricioarei. Depresiunea Borsec este situată ca altitudine superior de cea a Giurgeului dar inferior de cea a Bilborului.
Accesul auto se face: 

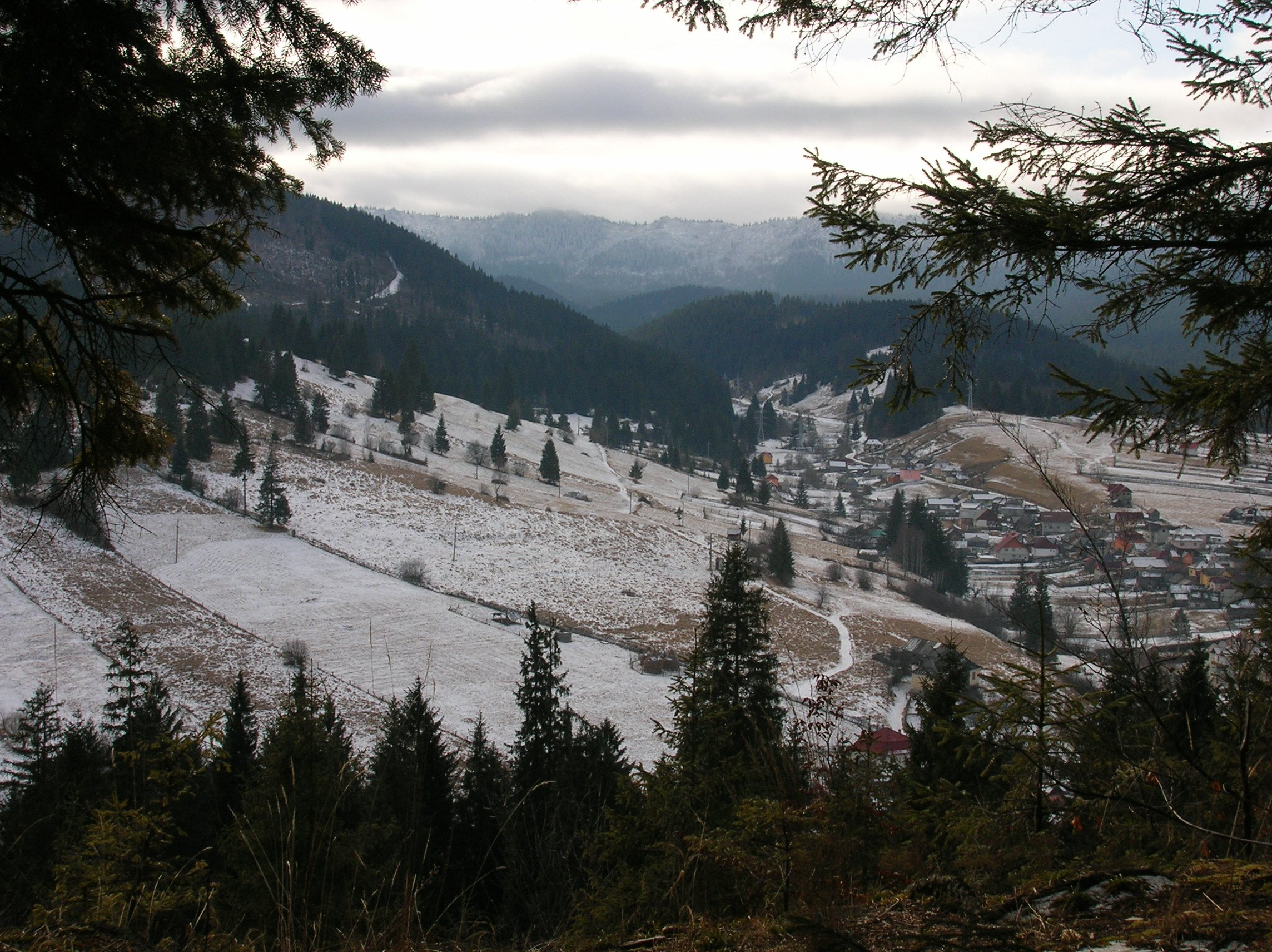
Capătul DJ128 dinspre Borsec.JPG (văzut de deasupra Grotei Urșilor)

- pe DN15 de la Bacău, Piatra Neamț sau Tg. Mureș.
- pe DN15B de la Târgu Neamț și pe DN17B de la Vatra Dornei - prin joncțiunea acestora cu DN15 la Poiana Largului.
- pe DN12 de la Brașov și Sfântu Gheorghe prin joncțiunea acestuia cu DN15 la Toplița.

Drumurile publice DN15 și DJ128 (optimizat doar pentru trafic aferent exploatării masei lemnoase din zonă) sunt din categoria III cu două benzi carosabile.
Distanțele rutiere până la orașele cele mai importante din zonă sunt: Toplița 26 km, Gheorgheni 64 km, Reghin 80 km,Târgu Neamț 89 km, Miercurea Ciuc 125 km, Tîrgu Mureș 119 km Piatra-Neamț 119 km, Suceava 150 km, Brașov 186 km, Iași 195 km.
Legătura feroviară se face prin stația Toplița.
Legăturile aeriene sunt cvasiimposibile, cele mai apropiate aeroporturi fiind la Târgu Mureș, Bacău și Iași.
În cadrul stațiunii sunt amplasate alei și trasee turistice, marea lor majoritate în extravilan, în special pentru vizitarea monumentelor naturii din rezervația de la Scaunul Rotund și a zonei Făget (Bükkhavas). Ele dispun de amenajările necesare pentru efectuarea curei de teren în condiții adecvate, inclusiv marcaje turistice.
Înălțimile montane cele mai importante aflate în arealul limitrof descris ca și Munții Borsecului sunt Vf. Fagului (1310m) și Vf. Mezovești (1377 m) aflate la nord, precum și Vf. Chiozrezu Mare (1492m) aflat la sud.

## Demografie
Componența etnică a orașului Borsec
     Maghiari (69,72%)
     Români (25,89%)
     Alte etnii (4,39%)
Componența confesională a orașului Borsec
     Romano-catolici (66,46%)
     Ortodocși (23,17%)
     Reformați (2,8%)
     Penticostali (1%)
     Alte religii (1,84%)
     Necunoscută (4,73%)
Conform recensământului efectuat în 2021, populația orașului Borsec se ridică la 2.391 de locuitori, în scădere față de recensământul anterior din 2011, când fuseseră înregistrați 2.585 de locuitori. Majoritatea locuitorilor sunt maghiari (69,72%), cu o minoritate de români (25,89%). Din punct de vedere confesional, majoritatea locuitorilor sunt romano-catolici (66,46%), cu minorități de ortodocși (23,17%), reformați (2,8%) și penticostali (1%), iar pentru 4,73% nu se cunoaște apartenența confesională.
0500100015002000250030003500195619661977199220022011populațiePopulația istorică din Borsec
Date: Recensăminte sau birourile de statistică - grafică realizată de Wikipedia
Populației stabile i se adaugă turișii aflați în tranzit. Orașul este o localitate în care conviețuirea este pașnică și stabilă, normală într-o comunitate liberă, neexistând tensiuni interetnice.

## Politică și administrație
Orașul Borsec este administrat de un primar și un consiliu local compus din 11 consilieri. Primarul, József Mik[*], de la Uniunea Democrată Maghiară din România, este în funcție din octombrie 2020. Începând cu alegerile locale din 2024, consiliul local are următoarea componență pe partide politice:
|  | Partid                                 | Consilieri | Componența Consiliului | Componența Consiliului | Componența Consiliului | Componența Consiliului | Componența Consiliului | Componența Consiliului | Componența Consiliului | Componența Consiliului |
|  | -------------------------------------- | ---------- | ---------------------- | ---------------------- | ---------------------- | ---------------------- | ---------------------- | ---------------------- | ---------------------- | ---------------------- |
|  | Uniunea Democrată Maghiară din România | 8          |                        |                        |                        |                        |                        |                        |                        |                        |
|  | Partidul Social Democrat               | 2          |                        |                        |                        |                        |                        |                        |                        |                        |
|  | Partidul Oamenilor Liberi              | 1          |                        |                        |                        |                        |                        |                        |                        |                        |

## Geologie, hidrografie, climatologie, floră și faună

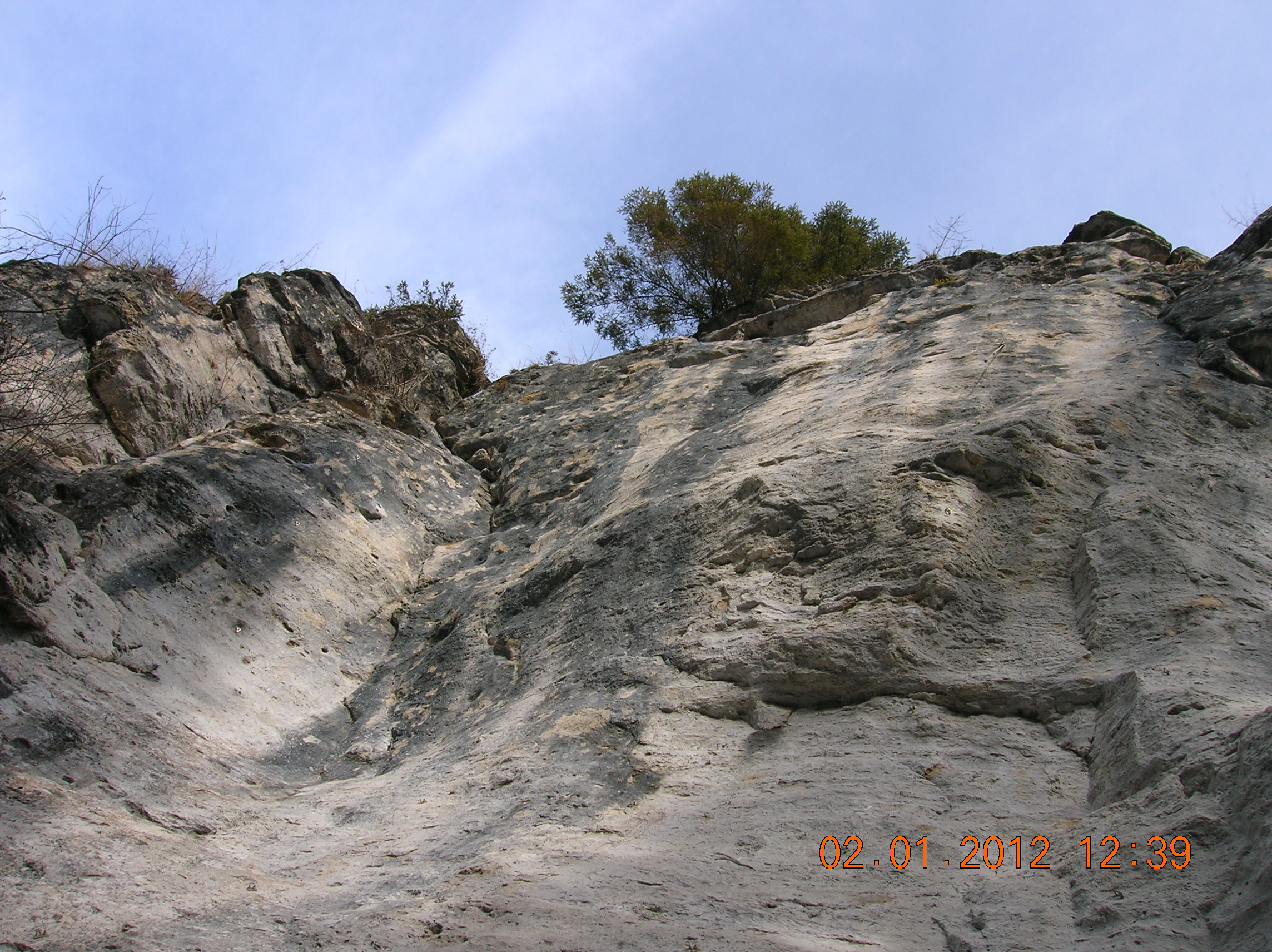
Grota Urșilor - perete

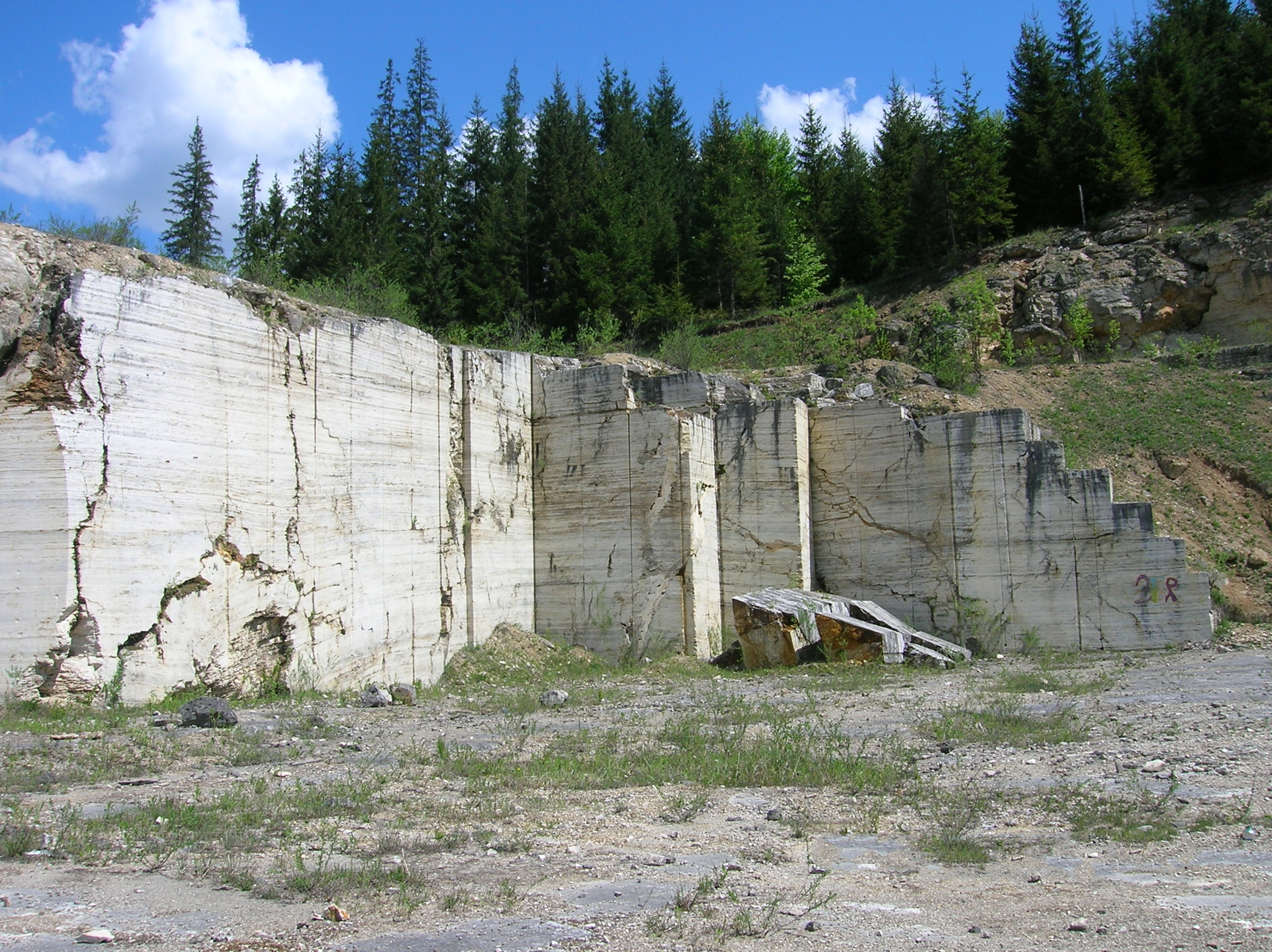
Cariera de Travertin

Depresiunea Borsec s-a format în urma puternicelor mișcări tectonice de la sfârșitul Terțiarului. Inițial cu caracter de depresiune subcarpatică cu drenajul spre Transilvania, activitățile vulcanice din Neogen și Pleistocen au izolat-o transformând-o în sistem de lacuri. La sfârșit afluenții Bistricioarei prin activitatea erozivă au recucerit-o hidrografic.
Fundamentul depresionar este din roci cristaline epizonale peste care s-au dispus petice de roci sedimentare (calcare dolomitice, triasice), acoperite de depozite de conglomerate și gresii, argile și marne argiloase. Formațiunile cuaternare sunt reprezentate prin turbă (cu grosime uneori de peste 10 m) și depuneri de travertin (cu grosime de cca. 100 m și care au luat naștere prin precipitare). Zonele ocupate cu travertine din partea nord-estică a depresiunii s-au dezvoltat sub formă de petice, dintre care cel mai bine reprezentat ocupă o zonă de circa un kilometru pătrat. Aceste arii au aspect relativ plat cu mici depresiuni carstice (doline). Partea sudică a acestor depuneri prezintă margini abrupte de până la 100 m, de-a lungul Văii Vinului iar zona are aspectul clasic al regiunilor carstice.
Acumularea unor ape minerale în masivele calcarelor dolomitice de la Borsec este caracterizată prin apariția unor izvoare cu debite apreciabile și mineralizare ridicată. Prezența dioxidului de carbon în aceste ape este legată de aureola mofetică a lanțului Harghita - Călimani. Alimentarea complexului acvifer se produce prin infiltrare din precipitații, din apele freatice, din cele acumulate în deluvii și din apa pâraielor din zonă. Sistemele de fracturi ce afectează zona permit migrația spre suprafață și contactul apelor complexului acvifer cu C02 de profunzime.
Apele de suprafață sunt reprezentate de pâraie tributare Pârâului Vinului, afluent al Bistricioarei. În Borsecul de Sus se găsesc Pâraiele Usturoi (drenează izvoarele minerale) Hanzkel și Nadășa iar în Borsecul de Jos Vinul Mare, Vinul Mic, Malnașul și Nyireș.
Variațiile termice mici, vânturile puține, puritatea aerului și bogăția în ozon sunt caracteristici binefăcătoare ale climatului local, ce este tipologic bioclimat de tip montan tonic-stimulent și cu aeroionizare preponderent negativă, cu unele nuanțe sedative. Climatul este subalpin depresionar. Temperatura medie anuală este 5 grd.C, cu temperaturi medii minime de –5 până la –7 grd. C în ianuarie și de 15 grd. C în iulie. Umiditatea aerului este între 79% și 86% vara și 86 – 90% iarna, excepție făcând anii secetoși. Nebulozitatea este moderată. Cele mai multe precipitații cad vara și cele mai puține în Februarie. Zilele cu îngheț încep la jumătatea lui septembrie și țin până în mai. Zilele cu zăpadă încep în general de sărbătoarea Sf. Mihail.
Zona este acoperită în cea mai mare parte cu păduri (în proporție de 95 % de conifere, pe alocuri și foioase - cum este păduricea de fagi bătrâni de pe înălțimea Făgetului), iar pe alocuri sunt pășuni alpine în regiunile de mare altitudine și vegetație de mlaștină pe lângă cursul unor pârâuri.
Rezerva cinegetiecă și piscicolă este bogată.

## Istorie și economie

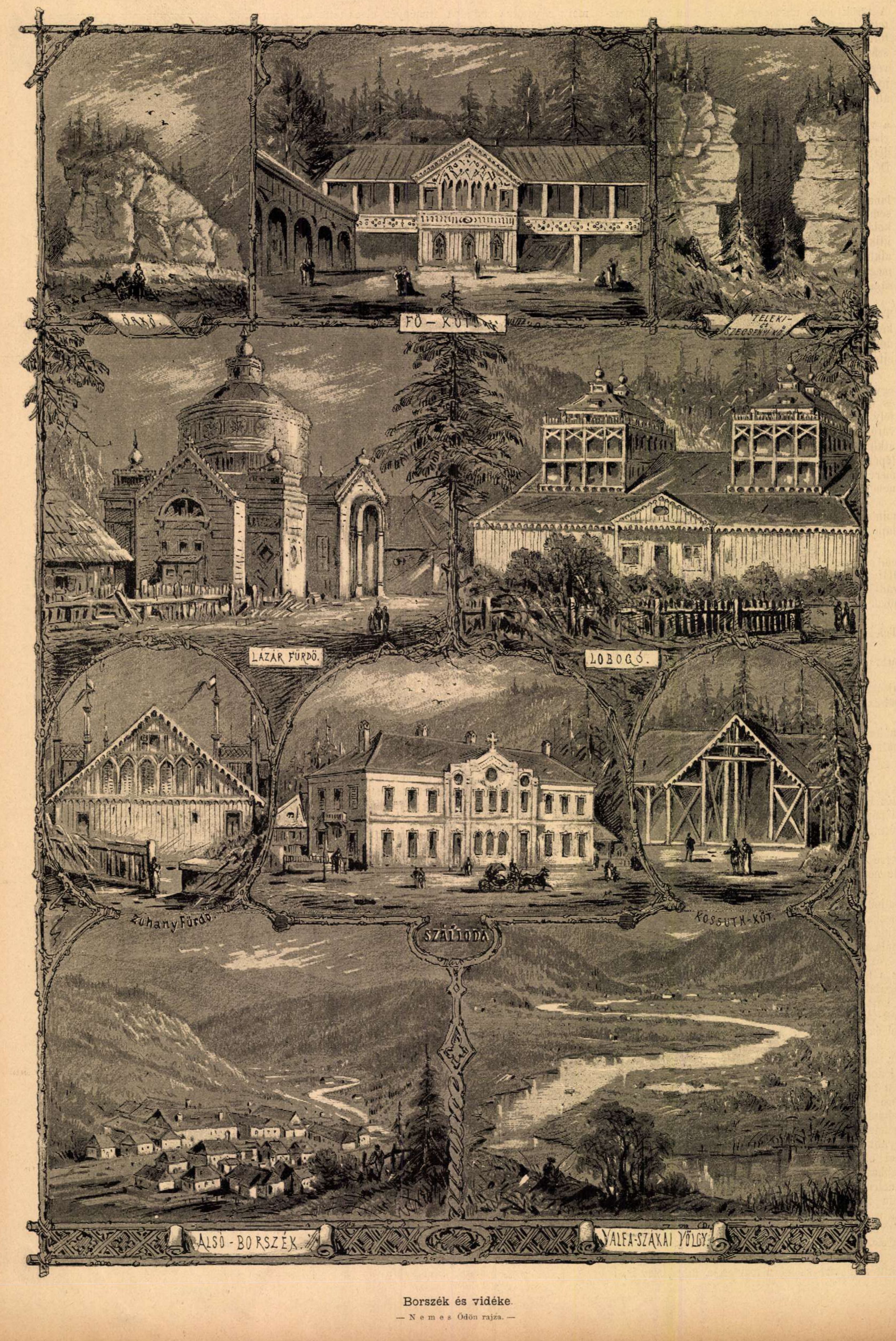
Stațiunea Borsec (1881)

În 1873 a fost descoperit un tezaur din epoca romană târzie, din perioada împăratului Constantin I.
Localitatea își datorează renumele resurselor de ape minerale cu bogate calități terapeutice, ape care au primit medalia Târgului Internațional de la Viena (1873) - apa de Borsec fiind numită "Regina Apelor Minerale ", medalia de argint și Diploma de Onoare la expozițiile organizate în 1876 la Berlin și respectiv, Trieste, Diploma de Onoare a Expoziției de la Paris (1878).
Este un areal locuit încă din a doua jumătate a secolului al XVII-lea. Succesiv inițierii activităților manufacturiere locale de fabricare a sticlei (în 1804-1806 începe îmbutelierea apelor minerale), debutează după 1819 exploatarea travertinului și după 1879 cea a lignitului. La mijlocul secolului al XIX-lea se construiesc primele băi și se pune accent pe infrastructură, realizîndu-se legătura cu Toplița peste masivul Creanga. Prima întreprindere balneară ia ființă în 1918, un reviriment masiv avînd loc în perioada interbelică. Localitatea a primit rang de Oraș stațiune balneo-climaterică în anul 1953. A fost un timp stațiunea cea mai importantă din Transilvania.
Mult timp cu rang de stațiune de interes național, aceasta, începînd cu anii '90, a decăzut vertiginos, ajungându-se până la excluderea din sistemul turistic și balnear de interes republican. Dotările pentru tratament recuperator și ansamblul clădirilor complexului balnear s-au degradat pînă la dispariție, totul culminînd cu închiderea bazei de tratament.
Printr-un proiect al Ministerul Dezvoltării Regionale și Turismului demarat în 2011, orașul Borsec a beneficiat de un program de investiții - încă aflat în derulare, ale căruie efecte deja se văd prin revigorarea turismului local, reamenajarea obiectivelor de interes turistic, inițierea construcției unei noi baze de tratament și wellness, construcția a 3 piste de schi. Asociind parteneriate publice-private alte proiecte se află în derulare, cum a fost cel finalizat în octombrie 2012 al băii Ó-Sáros – cu apă minerală încalzită. Actual Borsecul și-a recîștigat parțial rangul, deocamdată doar ca stațiune de interes local. Există intenția, când va fi finalizată baza de tratament, ca stațiunea să-și recâștige în mod oficial certificarea de stațiune balneară de interes național.
Cele mai importante sectoare economice actuale în localitate sunt cel de îmbuteliere a apelor minerale, turismul, prelucrarea lemnului și creșterea animalelor. Suplimentar, activitatea economică era recent reprezentată și de exploatarea cărbunelui brun (lignit), exploatarea carbonatului complex de calciu și magneziu (1 carieră actual în conservare) și travertinului (2 cariere actual în conservare cu zăcămintele aflate în curs de epuizare) . În trecut, în depresiunea Borsec s-au exploatat și șisturi talcoase (talc) dar această activitate a fost sistată în 1954.
Rămîn în suspensie:
- proiectul de declarare a unui parc național în zonă, proiect în funcție de care se vor putea deschide sau nu din nou carierele
- faptul că mare parte dintre clădirile ruinate sau într-o avansată stare de degradare ale vechii stațiuni au fost declarate monumente istorice, face ca ele să nu poată fi dărîmate, iar restaurarea lor este o mare problemă economică.
- adaptarea la noua realitate economică și regîndirea strategiilor de investiții în plan balenoturistic, deoarece perioada în care se făcea tratament balnear de masă nu mai este de actualitate.

## Izvoarele de apă minerală - resursa principală a Borsecului

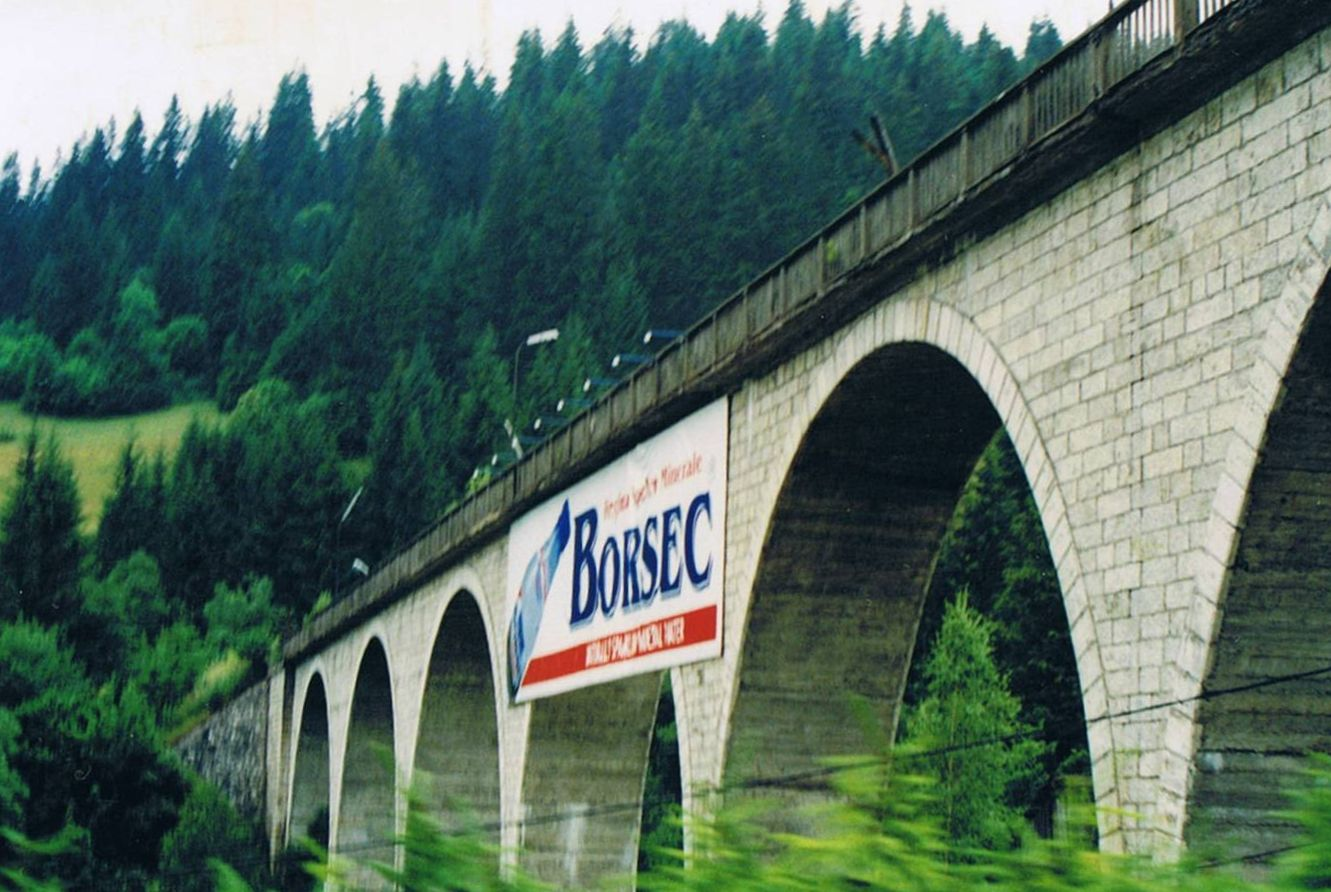
Viaductul suport al aducțiunii de apă minerală pentru fabrica de îmbuteliere

Izvoarele de apă minerală sunt numeroase, având compoziție chimică apropiată și stabilă în timp, cu debite variabile dar suficiente pentru a putea fi utilizate economic și sunt actual principalul motor economic al stațiunii. Caracterele de mineralizare le încadrează în grupa apelor minerale mixte bicarbonatate, calcice, magneziene, carbogazoase și hipotone.
Izvoarele Depresiunii Borsec apar în două grupe – cel nordic de importanță mai mare – linia de izvoare având ca provenineță fâșia de calcare cristaline dolomitice, surse caracterizate de acumularea apei în fisuri și goluri carstice (izvoarele 1, 2, 3, 5, 6) ; și grupul de sud – linia de izvoare cantonate în tuf calcaros cu o circulație restrînsă a apelor, prin fisuri și zone de alterare (izvoarele 10, 11, 15). Izvoarele cele mai importante calitativ și ca debit ale stațiunii sunt izvoarele 1 și 2. Ambele sunt captate, apa lor carbogazoasă – bicarbonatată fiind întrebuințată la îmbuteliere, cure externe și interne.
Principalele izvoare din Borsec sunt Izvorul Principal (Nr. 1, captat pentru utilizare industrială, cu debitul cel mai mare, la capătul Aleii 7 Izvoare) și Izvorul Izvorul 2/ Republica/ Erzsébet (Nr. 2, captat pentru utilizare industrială, la capătul Aleii 7 Izvoare în tandem cu Nr. 1) , Izvorul Boldizsár/Madonna/Horia (Nr. 3, cu cea mai înaltă temperatură a apei, lângă Aleea 7 Izvoare), Izvorul László/Cloșca (Nr. 5, lângă Aleea 7 Izvoare), Izvorul Lázár/ Crișan (Nr. 6, cu debit redus,lângă Aleea 7 Izvoare).
Alte izvoare sunt Izvoarele captate pentru alimentarea cu apă a stațiunii (se află lîngă Aleea 7 Izvoare), Izvorul Pierre Curie (aflat la picioarele Dealului Rotund cu captarea la mică distanță de DN15, oligoradioactiv prin radiul conținut), Izvorul Kossuth (Nr. 10, aflat în nord-estul stațiunii lîngă punctul de pornire a traseului spre Rezervația Scaunul Rotund, debitul este în scădere), Izvorul Petőfi (Nr. 11, aflat la mică distanță de Nr. 10 pe drumul spre Izvorul Străvechi), Izvorul Erdei/Al Prințului moștenitor József/Károly/Bălcescu (aflat la poalele Făgetului pe lângă Pârâul Hanzkel), Izvorul Arany János (în parte de jos a stațiunii la cîțiva m de biserica romano-catolică, cu debit scăzut și care a dispărut în anii '70 când în parcul stațiunii s-au efectuat foraje), Izvorul Păstorului (lîngă Arany János), Izvorul din Poiana Zânelor, Izvorul străvechi/ Osforrás/ Dögleszti, Izvorul Caprelor.
Față de caracterele generale ale apelor minerale enunțate mai sus, Izvoarele Boldizsár (Nr. 3), László (Nr. 5), Pierre Curie, Caprelor sunt în plus sodice, iar Izvorul străvechi feruginos.
În anii '60-'70 au fost forate mai multe puțuri, fie în vederea activității de îmbuteliere a apei minerale, fie a celei de furnizare de ape pentru băile calde prin sondele ISEM Nr. 4 și ISPIF Nr. 4. Au rezultat sonde cu debite și presiuni mari, dar care au dăunat Izvoarelor Păstorului și Arany János.

## Indicații de cură (hidrominerală, cu peloizi, balneoclimatică)
Nu este recomandabilă folosirea apelor minerale sub formă de cură fără indicație medicală.
În cura internă (prin consumul direct a apei minerale), izvoarele din Borsec sunt indicate:
• În boli ale tubului digestiv și ale glandelor anexe: gastrite cronice hipo-sau normoacide, dispepsii, enterite ușoare, enterocolite, colite de fermentație.
• În hepatite cronice, stări posthepatitice, afecțiuni biliare, sechele după intervenții pe căile biliare.
• În boli de nutriție: diabet zaharat tip II compensat și echilibrat, gută și diateză urică.
• Boli endocrine : hipertiroidii ușoare.
• În boli ale rinichilor și ale căilor urinare: nefrite cronice fără insuficiență renală, pielite, pielonefrite, cistite cronice, litiazele urinare acide, sechele după operații asupra căilor urinare.
În cură externă (prin îmbăiere) apele minerale din Borsec pot fi utilizate în:
• boli cardio-vasculare: miocardite cronice - fără fenomene de insuficiență cardiacă; valvulopatii - compensate, insuficiență coronariană - cu accese ușoare, hipertensiunea arterială esențială - în stadiile incipiente, arteriopatii obliterante - în stadii incipiente, sechele după tromboflebite.
În Borsecul de sus în zonele umede formate pe un strat argilos situate pe partea dreaptă a pârâului Usturoi se găsește turbă (în unele părți grosimea depășește 10 m). Compoziția chimică îi comferă acesteia calități de nămol terapeutic ce face posibilă utilizarea acestuia în boli reumatice.
Din păcate în prezent activitatea de Recuperare Medicală este sistată, ca efect al închiderii Bazei de Tratament.

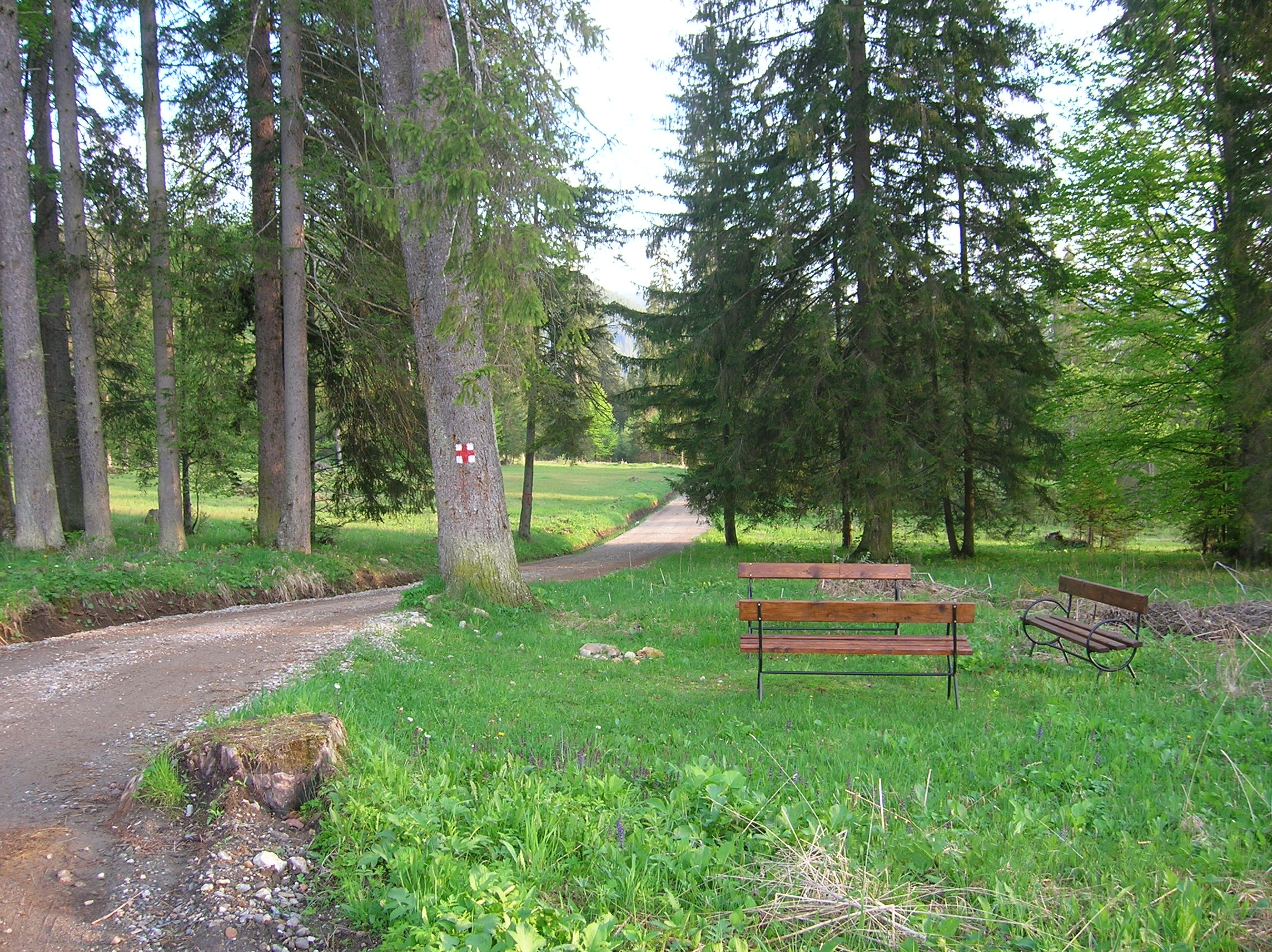
Spre Poiana Zânelor și Grota Urșilor

## Obiective turistice locale

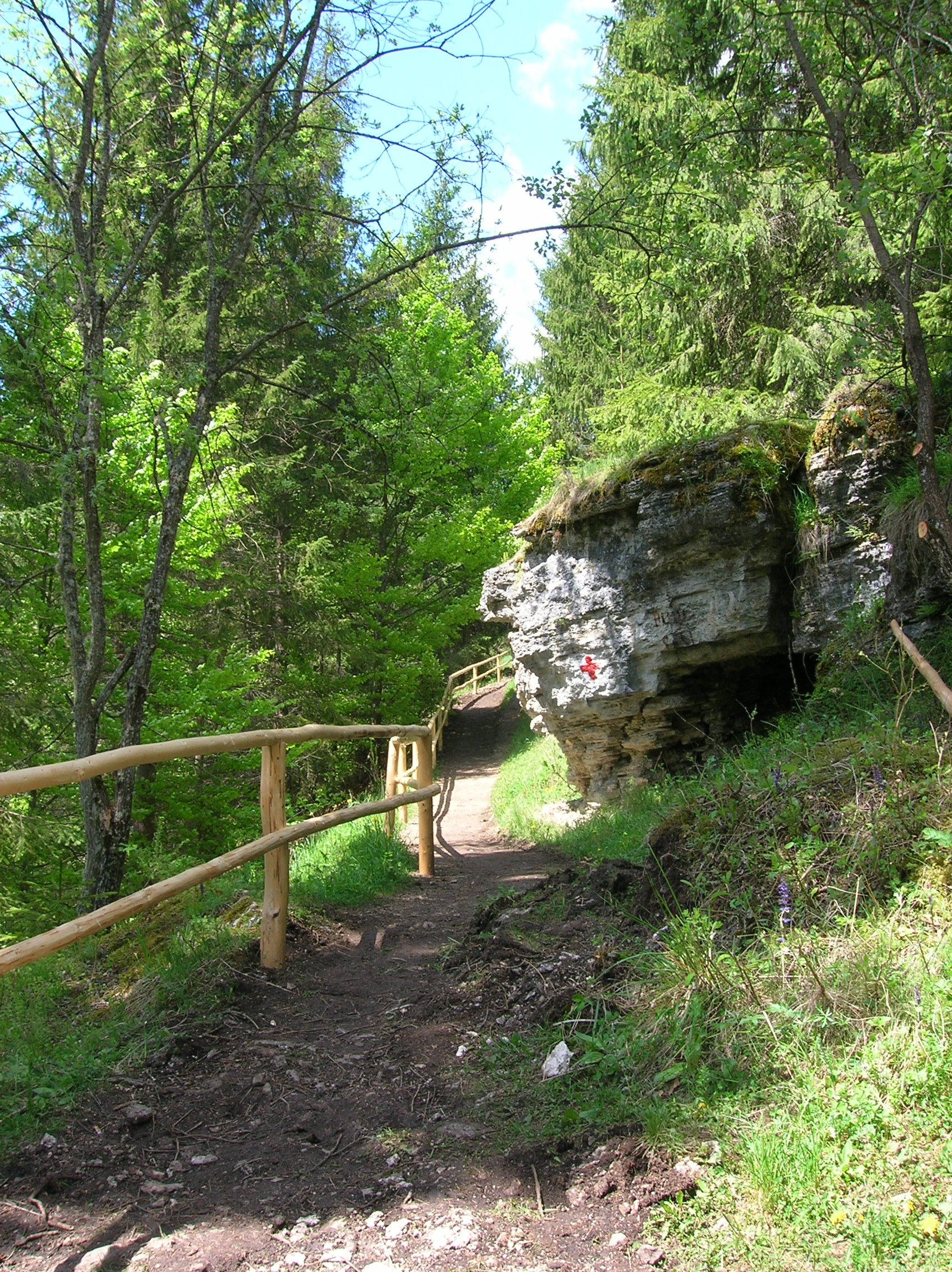
Drumul care coboară de la Izvorul Străvechi spre Peștera de Gheață

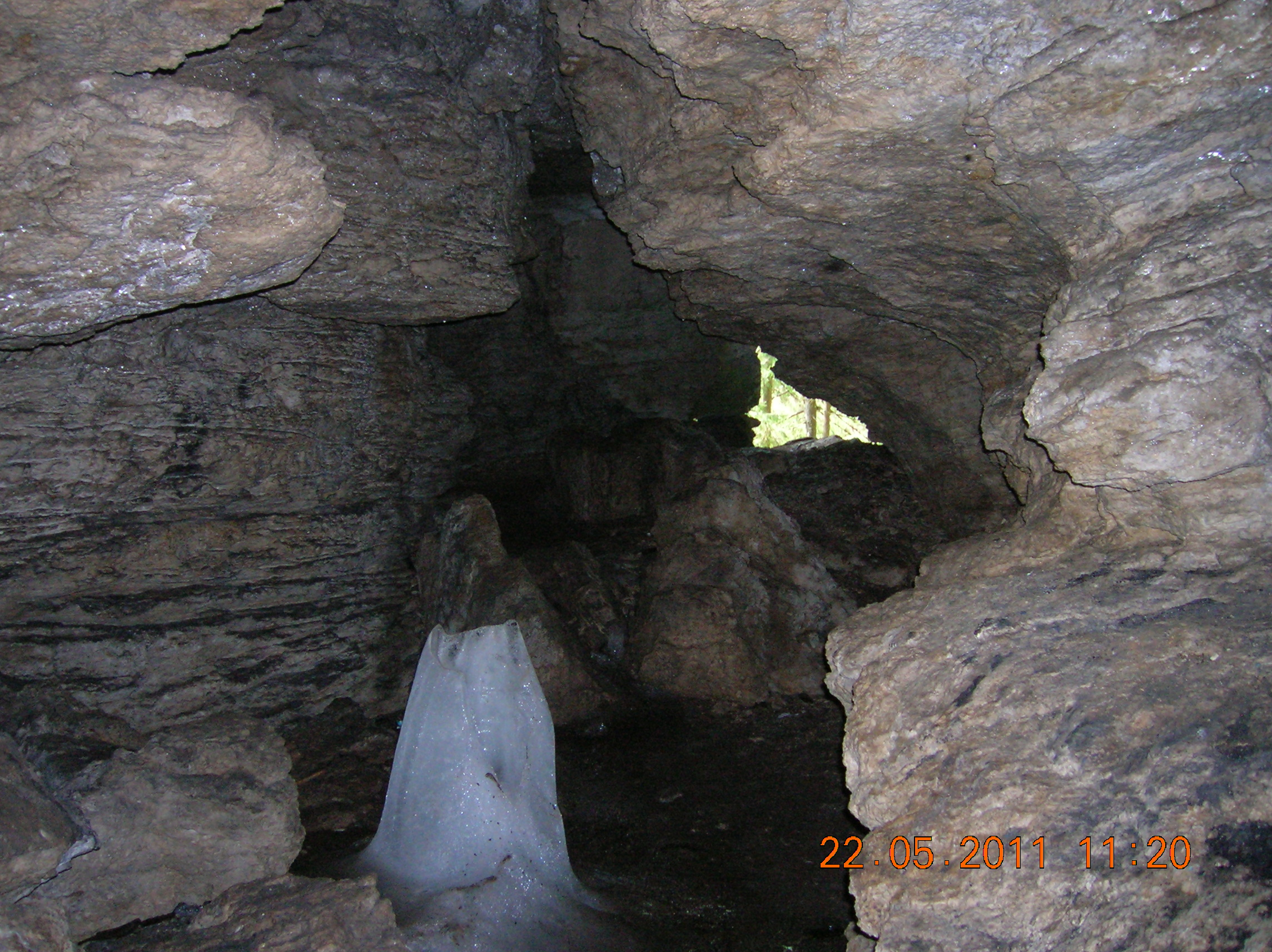
La întoarcere, din Peștera de Gheață

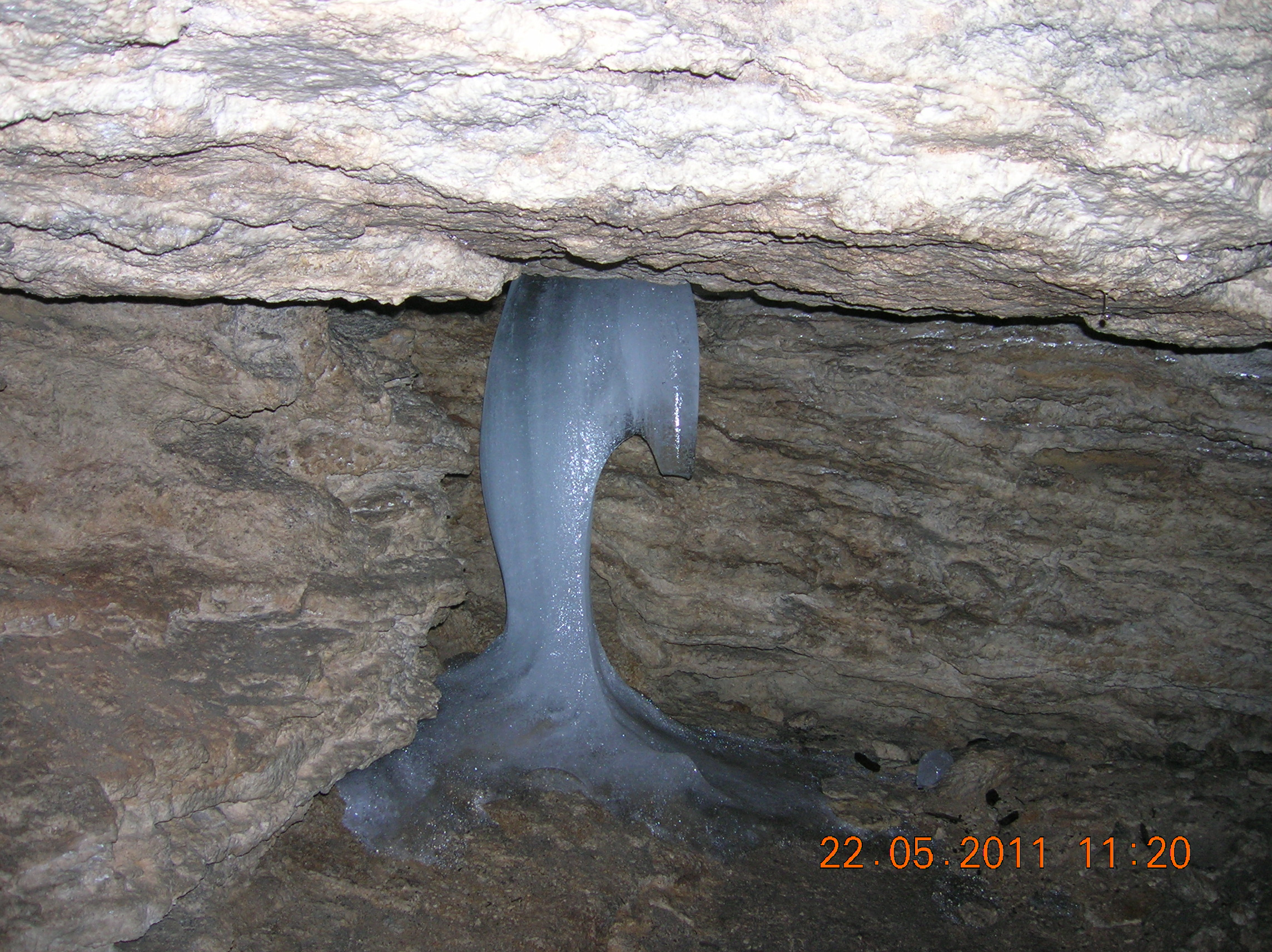
Delfin în Peștera de Gheață

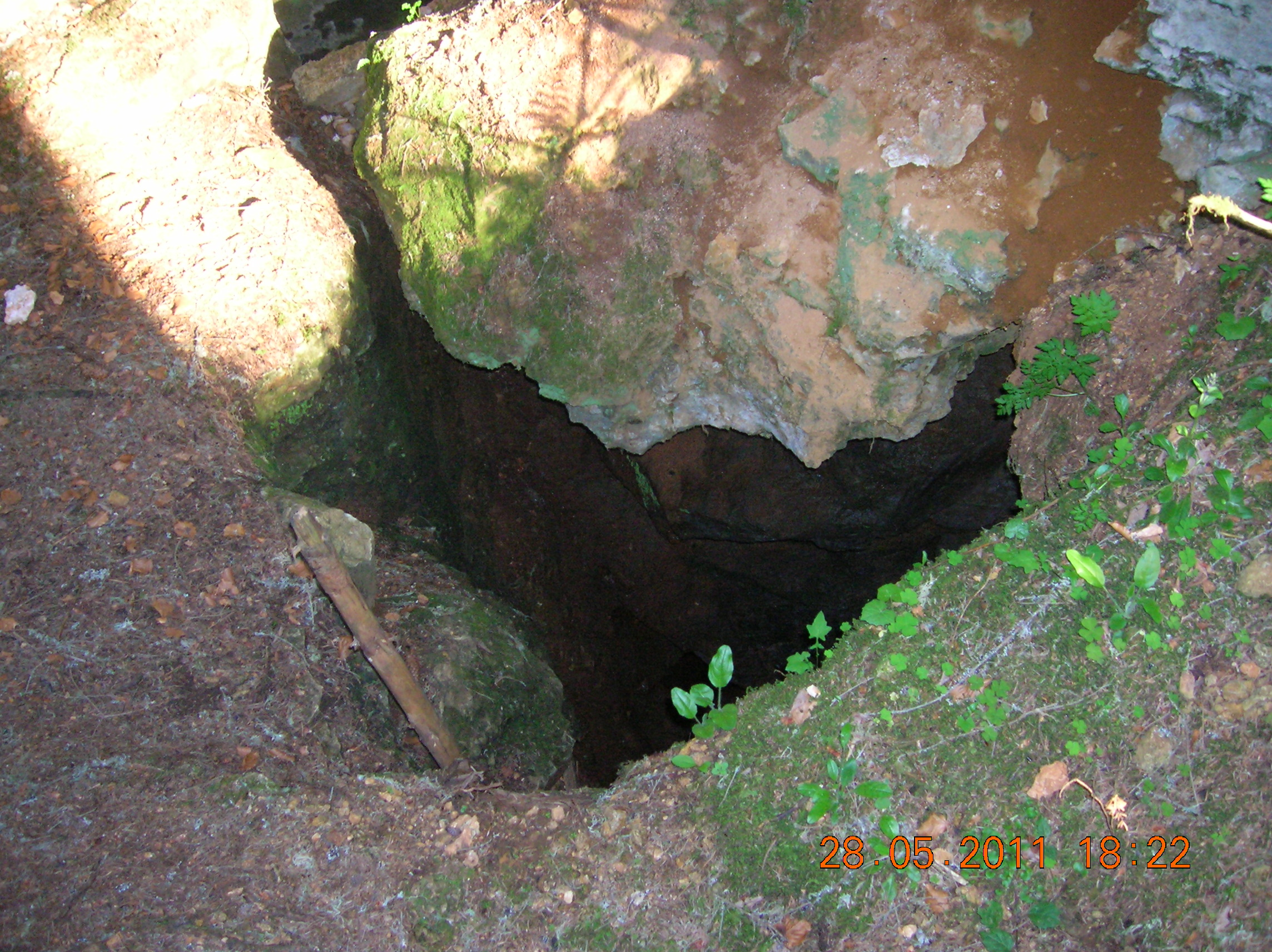
Intrarea în Peștera de la Scaunul Rotund

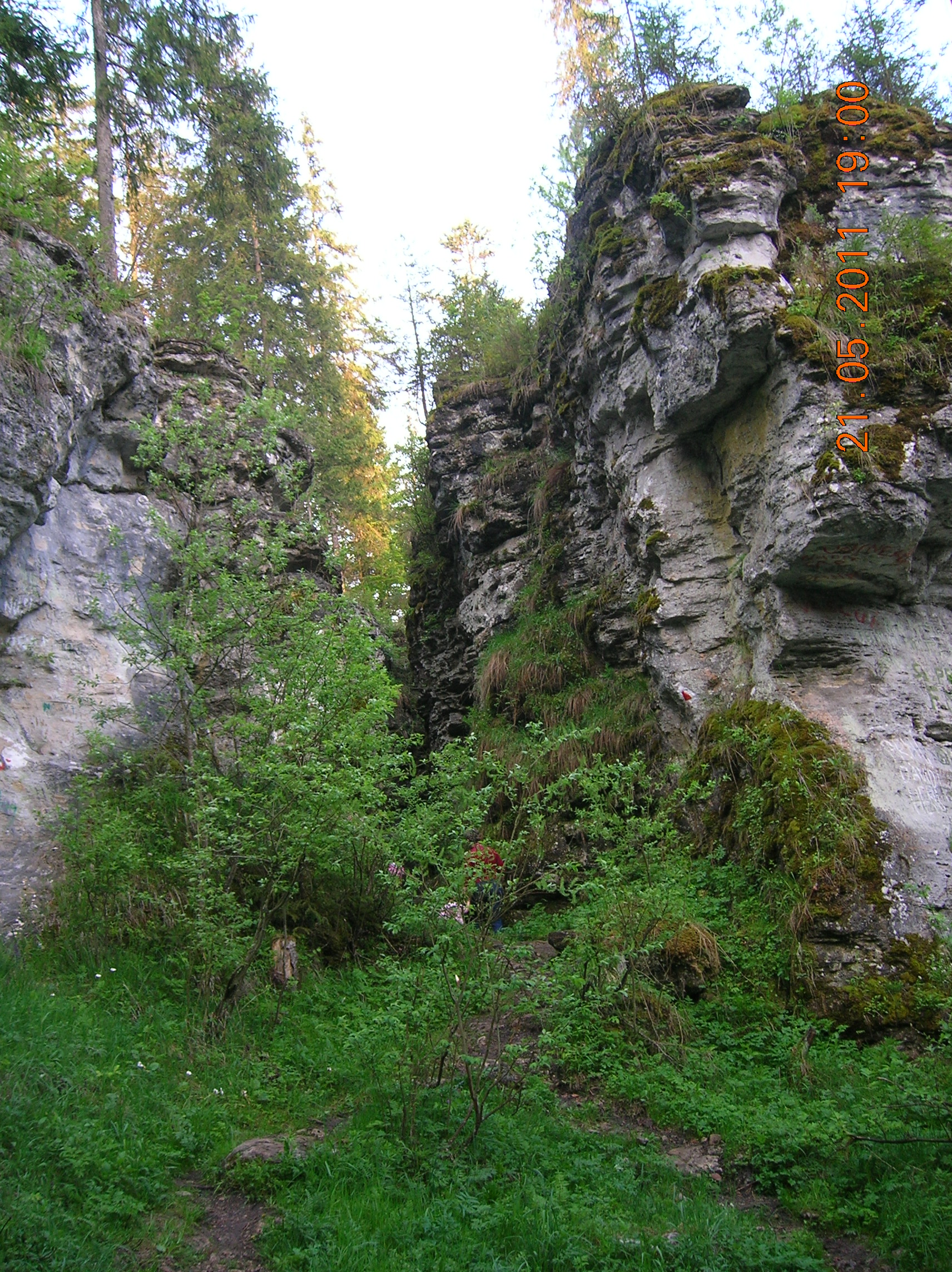
Intrarea în Grota Urșilor vara

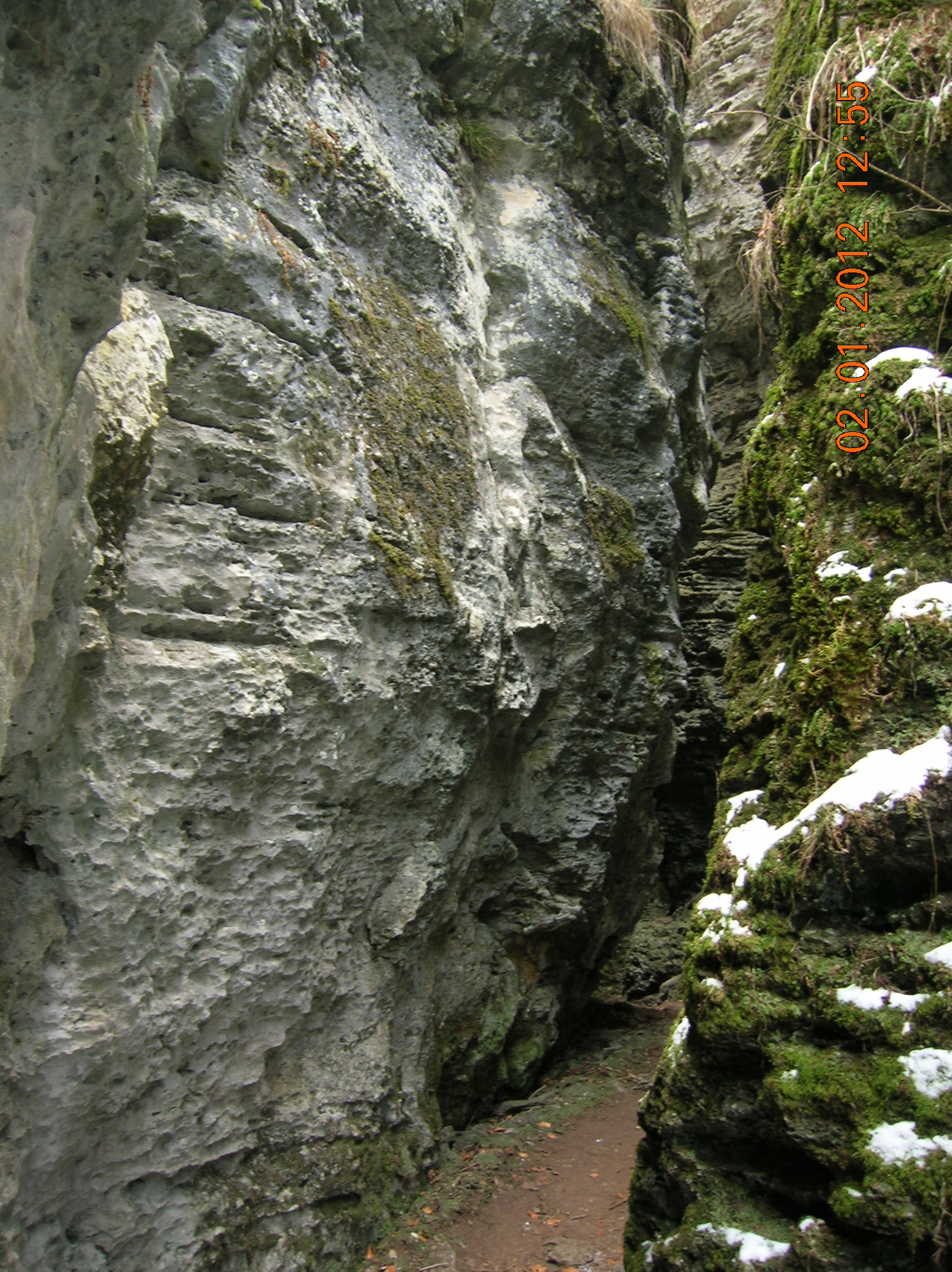
Grota Urșilor - coridorul

- Zona carstică a Dealului „Scaunul Rotund” de 982 m înălțime, care este cea mai importantă depunere de travertin din țară și în care sub acțiunea hidrogeologică s-au format mai multe formațiuni carstice: „PEȘTERA CU STALACTITE”, „ GROTA URȘILOR " și „PEȘTERA DE GHEAȚĂ”. Zona are o suprafață de 70 ha. Travertinul de aici a fost exploatat și folosit la ornamentarea a numeroase instituții din România, inclusiv clădiri precum Palatul Parlamentului sau unele stații de metrou din București.
- "PEȘTERA DE GHEAȚĂ" s-a format într-o grotă a masivului de travertin și este denumită astfel deoarece infiltrațiile de apă îngheață sub forma unor stalactite și stalagmite care se îngroașă pe timp de iarnă și se topesc primăvara târziu sau vara. Are o lungime de 60 m dar numai porțiunea inițială de la intrare este accesibilă turistic
- " GROTA URȘILOR " este un ansamblu de coridoare adanci formate prin fenomenul de eroziune naturală a rocilor calcaroase sub actiunea apelor de infiltrație.
- "CERDACUL IADULUI" este o altă cavitate aflată lângă Grota Urșilor .
- „PEȘTERA CU STALACTITE ” sau Peștera Scaunului Rotund este situată spre vîrful Dealului Scaunul Rotund și reprezintă cea mai lunga cavitate formata in tuf calcaros din Romania. S-a format pe diaclaze si fracturi tectonice, si are o dezvoltare totala de 235 m. Numai porțiunea inițială de 15 m (luminată parțial natural prin deschideri ale tavanului) se poate vizita. In galeriile și sălile de prabușire ale peșterii găsim stalactite , depuneri de montmilch si coralite. Se poate vizita parțial, intrararea făcîndu-se printr-o dolină adîncă de 4–5 m.
- Poiana Zânelor este un anasamblu de izvoare minerale amenajate dub formă de bazine în aer liber cu garderobă și puncte de repaos, folosite în principal în cură externă. Se găsesc indicații în limbi de largă circulație pictate manual pe tablii din lemn și decorate cu motive florale specifice zonei. Tot în poiana Zânelor sunt puncte de belvedere și locații de picnic sau plajă.
- Carierele de travertin acum abandonate în număr de 2 și cu deschidere spre Valea Vinului, s-au transformat în obiective turistice. Lîngă cariera aflată limitrof Poienii Zânelor se află o mică peșteră.
- Izvorul Străvechi (Ősforrás) este o locație unde actual se află o mofetă (acum 150 de ani a fost aici un mic lac și aici a fost construit primul ștrand, "Tündérkert". )[necesită citare]
- Cetatea Bufniței - o zonă aflata pe o pantă abruptă și înaltă unde pot fi vizitate ruinele unor construcții militare din primul război mondial.
- Pârtia de schi este formată din trei piste:
  - principală cu nocturnă - Speranța - de dificultate medie, amenajată complet, deservită de un teleschi monopost, o mașină de bătut zăpada și tunuri de zăpadă.
  - secundară pentru începători - Prichindel - de dificultate mică, aflată încă în amenajare, deservită de același teleschi.
  - secundară pentru avansați - Raza Soarelui - de dificultate medie, aflată încă în amenajare, deservită de același teleschi
- Drumul de Centură al Borsecului - asfaltat, încojoară depresiunea mică a Borsecului și are numeroase punct de belvedere. În mare parte este drum cu sens unic.
- Muzeul Apelor Minerale aflat în centrul stațiunii
- Drumeții pe traseele turistice marcate din apropiere din Munții Borsecului , cîteva la îndemînă fiind spre Muntele Făget (1305m), Piciorul Fagețelului (900m), Muntele Arcoza (1224m), Vf. Chiozrezu Mare (1492 m), Bâtca Rotundă (1312 m)
- Bulevardul "7 Izvoare" este aleea centrală a stațiunii, denumirea ei venind de la ansamblul de izvoare captate.
- Biserica ortodoxă de lemn din localitate a fost construită în 1847 (fostă inițial catolică, devenită greco-catolică și la final ortodoxă). Este considerată a fi un monument cultural și arhitectural.
- Izvoarele nr. 3 (Boldizsár), nr. 5 (László), nr. 6 (Lázár), nr. 10 (Kossuth), nr. 11 (Petőfi) Izvorul străvechi (Ősforrás) captate și amenajate cu foișoare la începutul sec.XX, Vila nr. 51 (Emil) -1936, Vila nr. 53 (Doru) -1936, Vila nr. 60 – 1880 (Vasalopol), Vila nr. 56 (Barbu) 1896, Vechea uzină electrică – sfârșitul secolului XIX, Vila nr. 14 – 1933 – 1935 (Szentkovits) sunt declarate ca monumente arhitecturale.

## Obiective turistice de vecinătate
- Depresiunea Bilbor: Mlaștina cu borviz (Pârâul Dobreanu), Rezervația de mesteacăn pitic (Betula nana) de pe Pîrîul Rușilor, Biserica de lemn din Bilbor "Sf. Nicolae" (1790), Drumul Rușilor
- Toplița - Pârtia de schi și Biserica de lemn din 1847, Ștrandurile Bánffy și Urmánczy
- Ditrău - Catedrala romano-catolică
- Lăzarea - Castelul nobiliar renascentist
- Gheorghieni - Parcul dendrologic Csíky
- Râul Mureș - Valea superioară cu Defileul Toplița - Deda
- DJ127 Tulgheș - Ditrău prin Pasul Țengheler - acesibil cu mașina precum și pe jos pe trasee marcate.
- Tulgheș: Bisericuța de lemn (1790) – unde se afla si „Cimitirul eroilor din primul razboi mondial”; Rezervația Pietrele Roșii (1215 m) - delataplanorism, ascensiuni, belvedere; Piatra Runcului (1425 m); Platoul Comarnicului; Rezervația de stejar

## Zone naturale protejate în perimetrul administrativ al orașului Borsec
- Zona carstică „ SCAUNUL ROTUND ” - cea mai importantă depunere de travertin din țară
- Rezervația botanică „HÁRMASLIGET” - poiană mlăștinoasă de cca 2 ha în arealul stațiunii și în care se găsesc specii rare, cu ar fi mesteacănul pitic ( Betula humilis ) - relict glaciar.
- Perimetre de protecție hidrogeologică referitoare la zăcământul hidromineral, sursele de apă dulce și de nămol terapeutic.
- Perimetrul de protecție sanitară al stațiunii balneoclimaterice

## Galerie

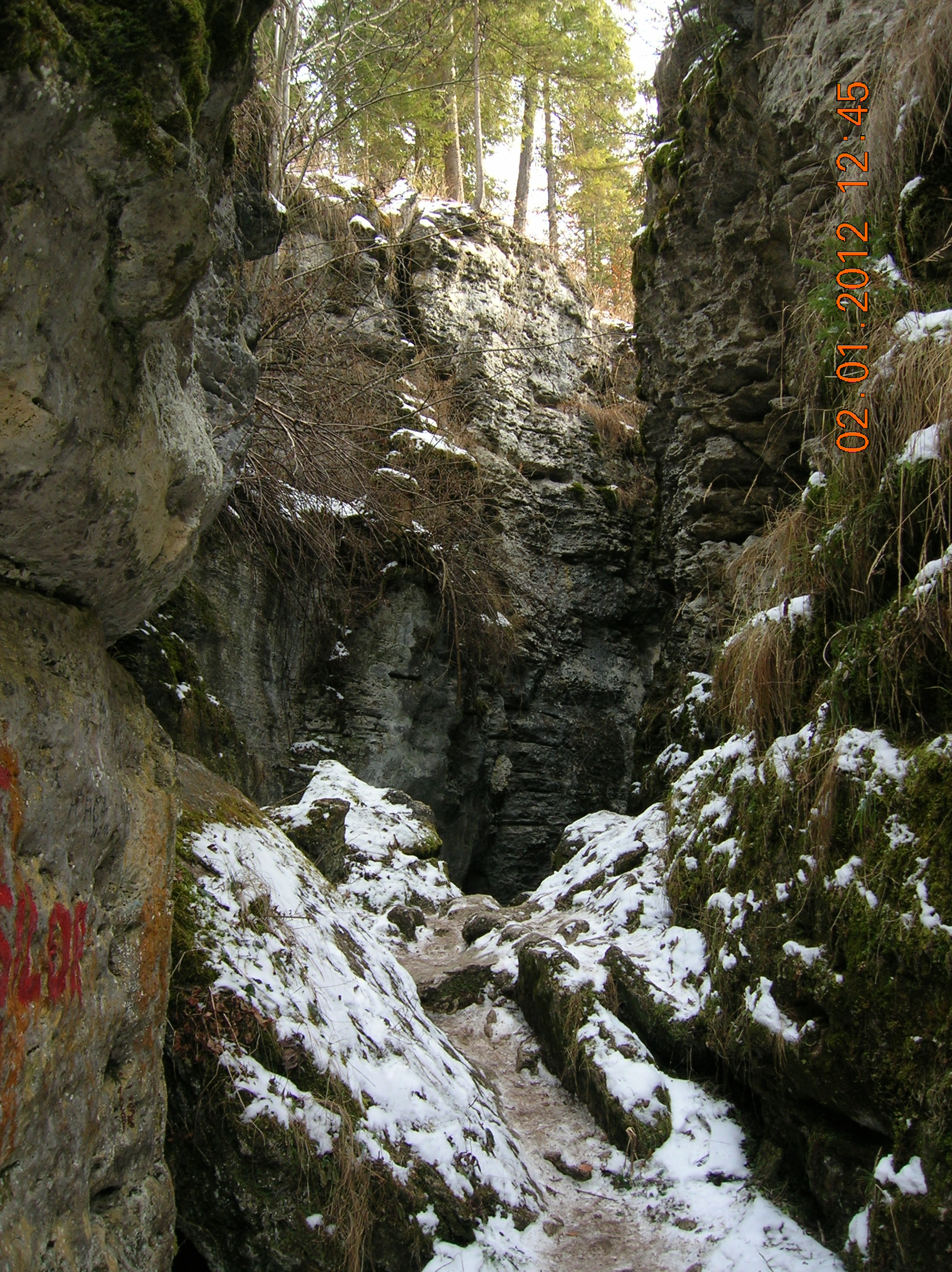
Intrarea în Grota Urşilor iarna
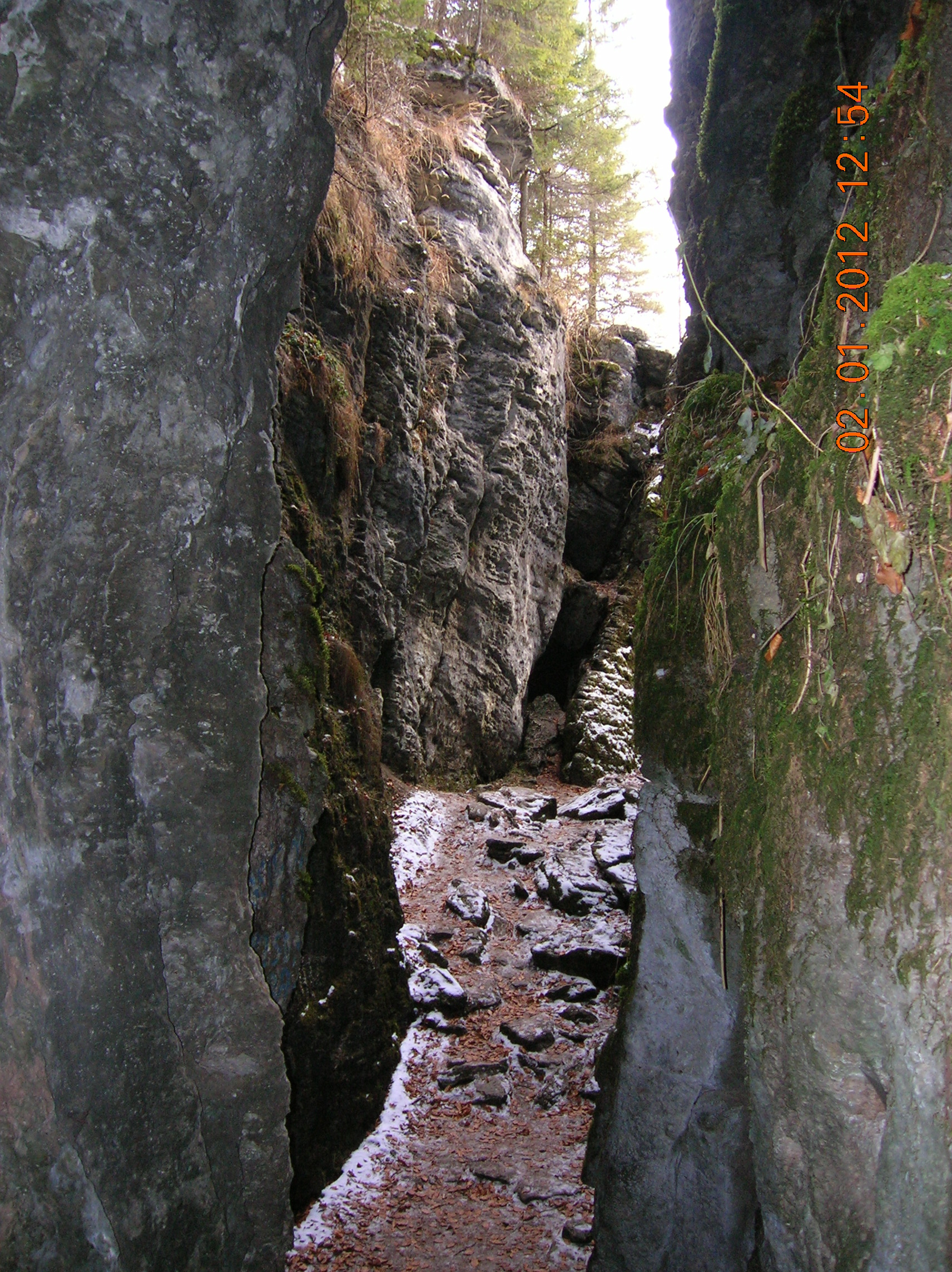
Grota Urşilor - coridorul
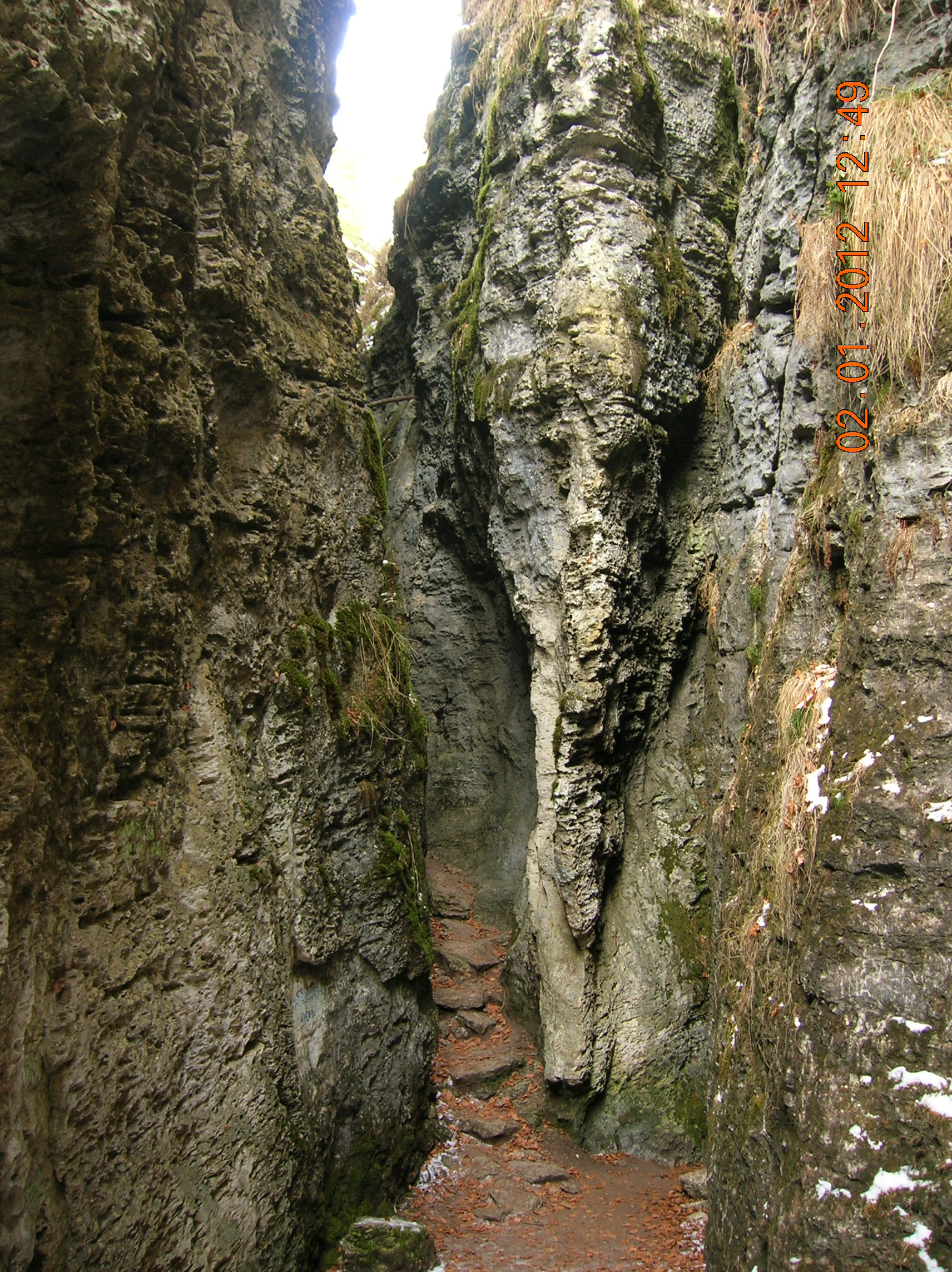
Grota Urşilor - la demisol
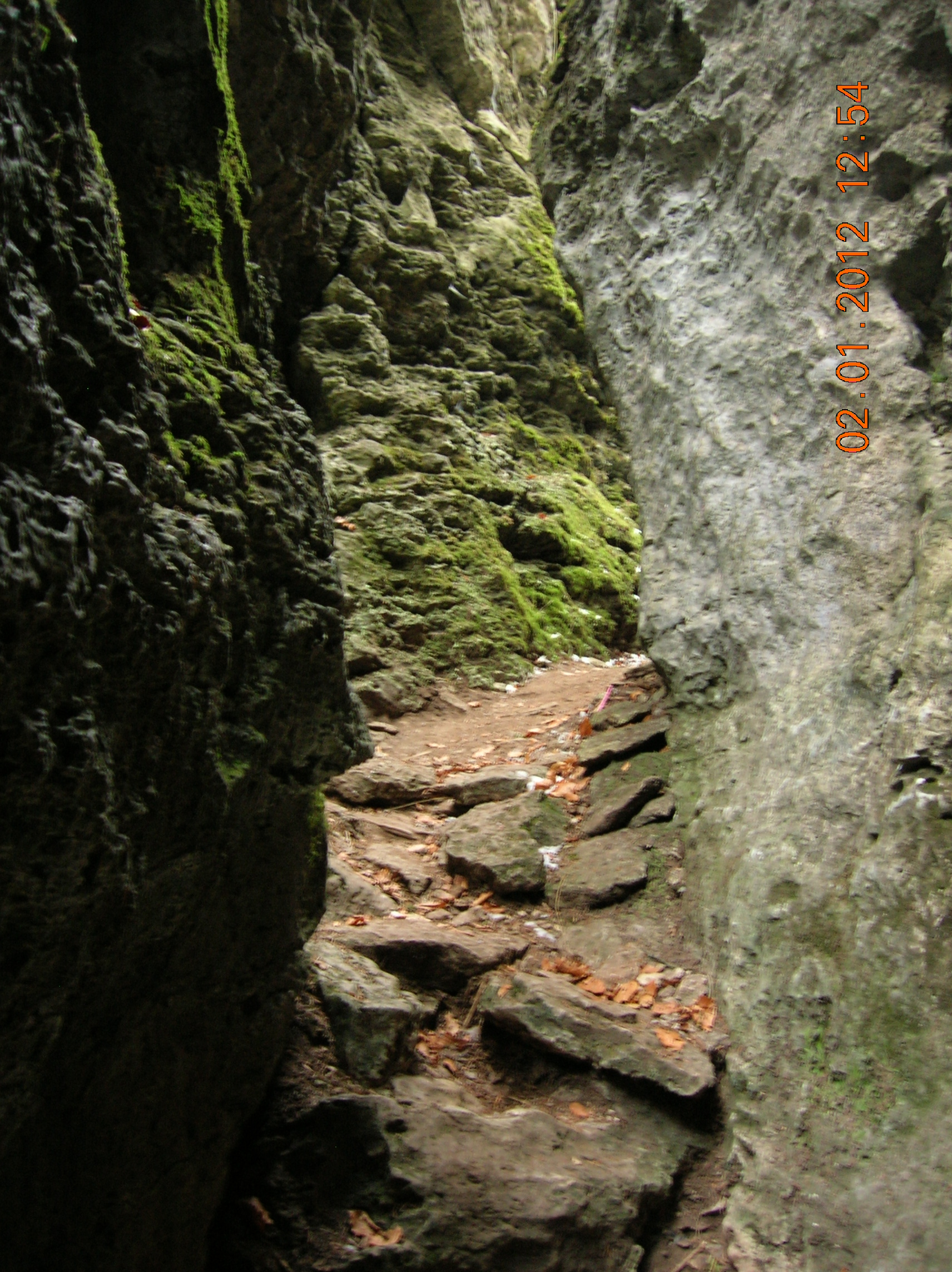
Grota Urşilor - trepte
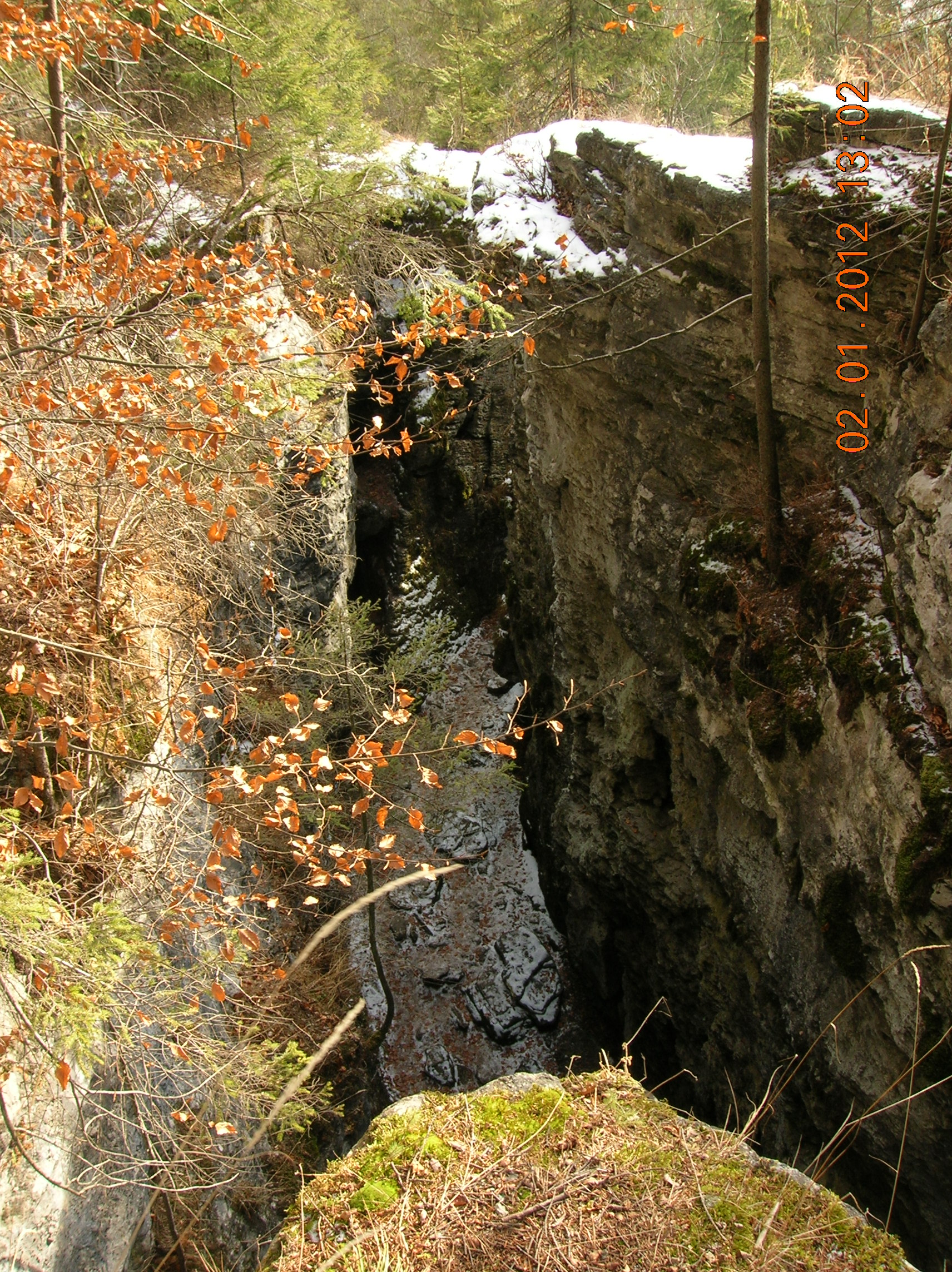
Deasupra Grotei Urşilor - spre coridor
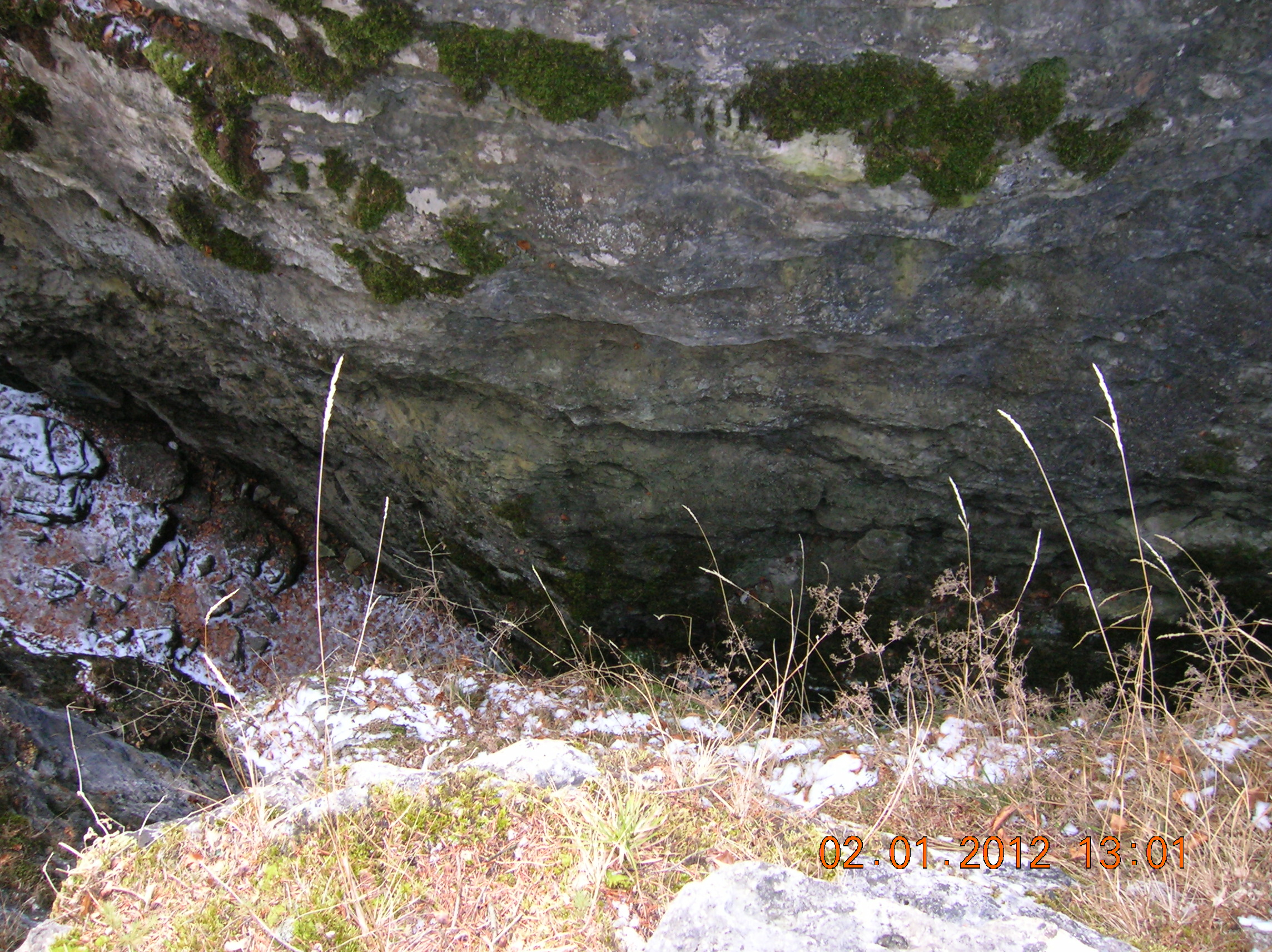
Deasupra Grotei Urşilor - Coridorul
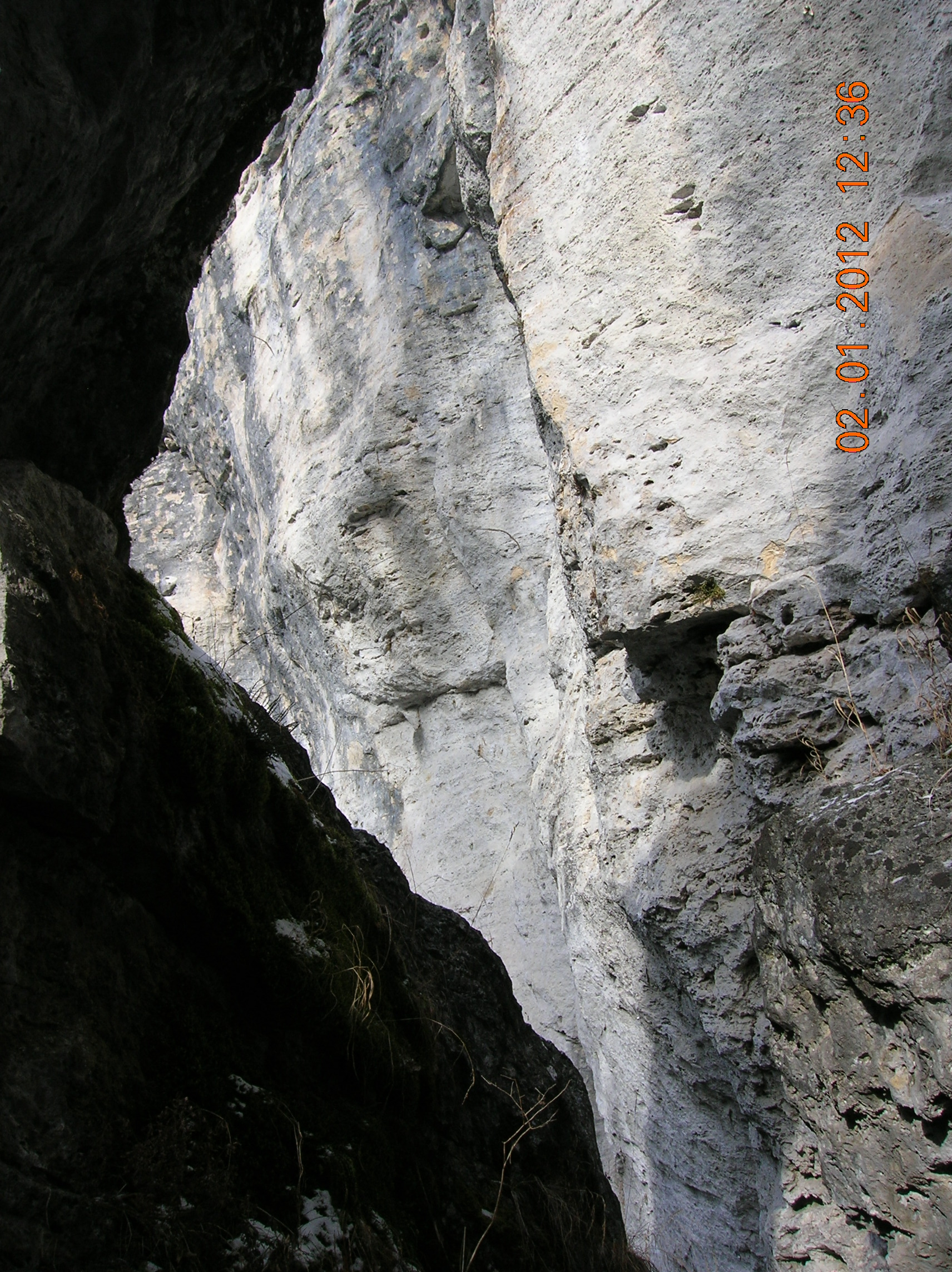
Grota Urşilor - Gâtuitură
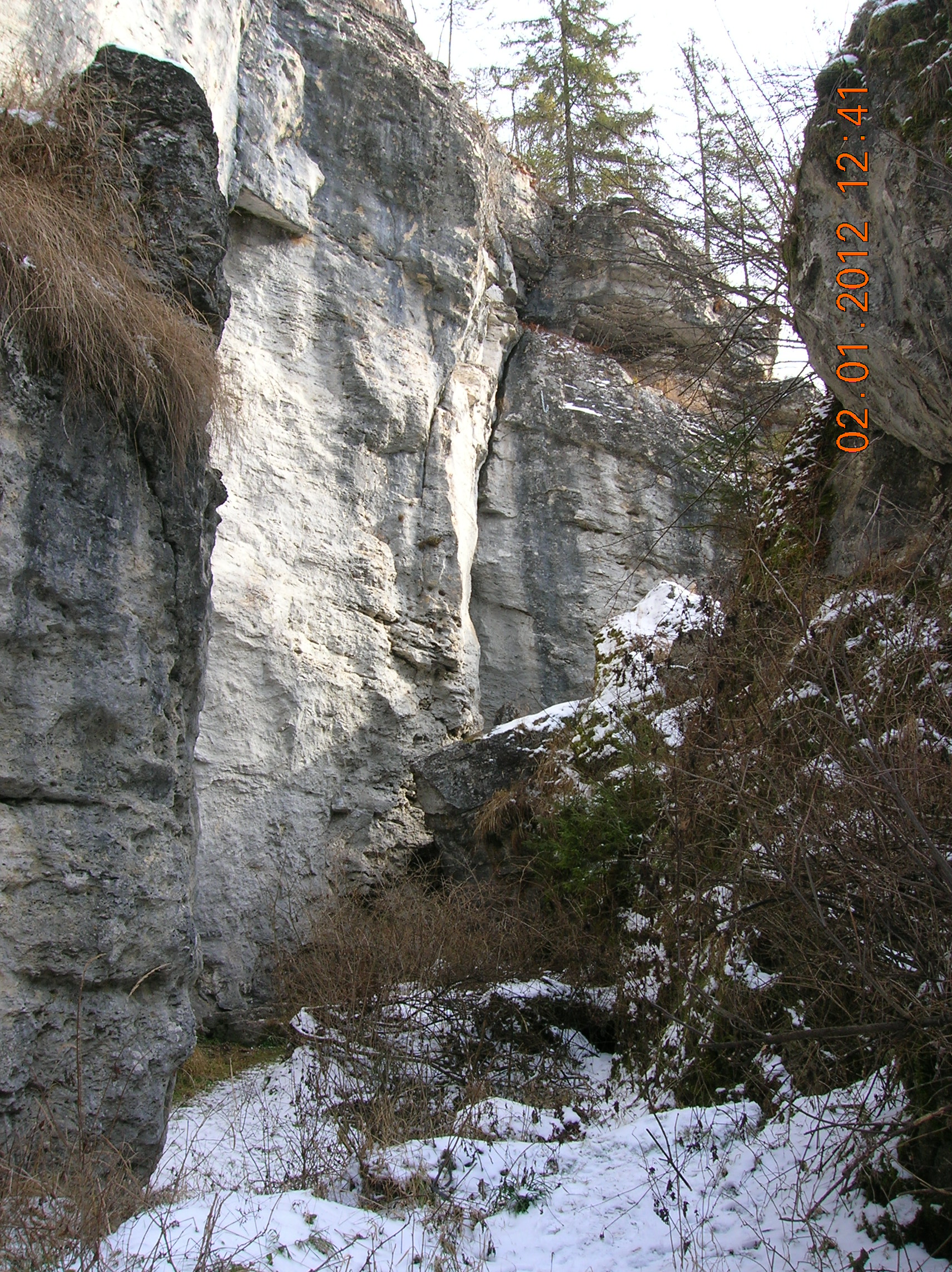
Coridor în aval de Grota Urşilor
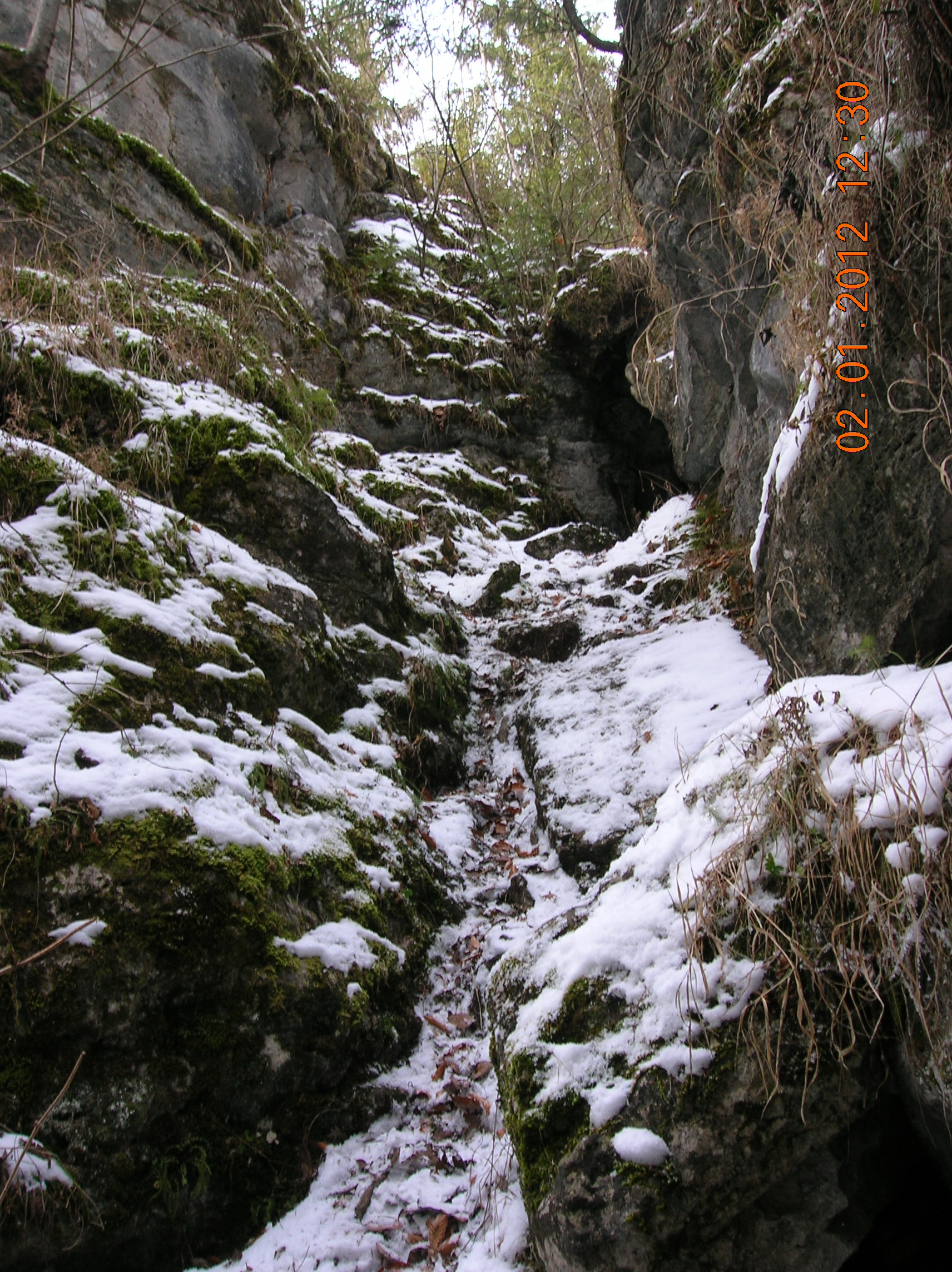
În Cerdacul Iadului - Răsuflătoare
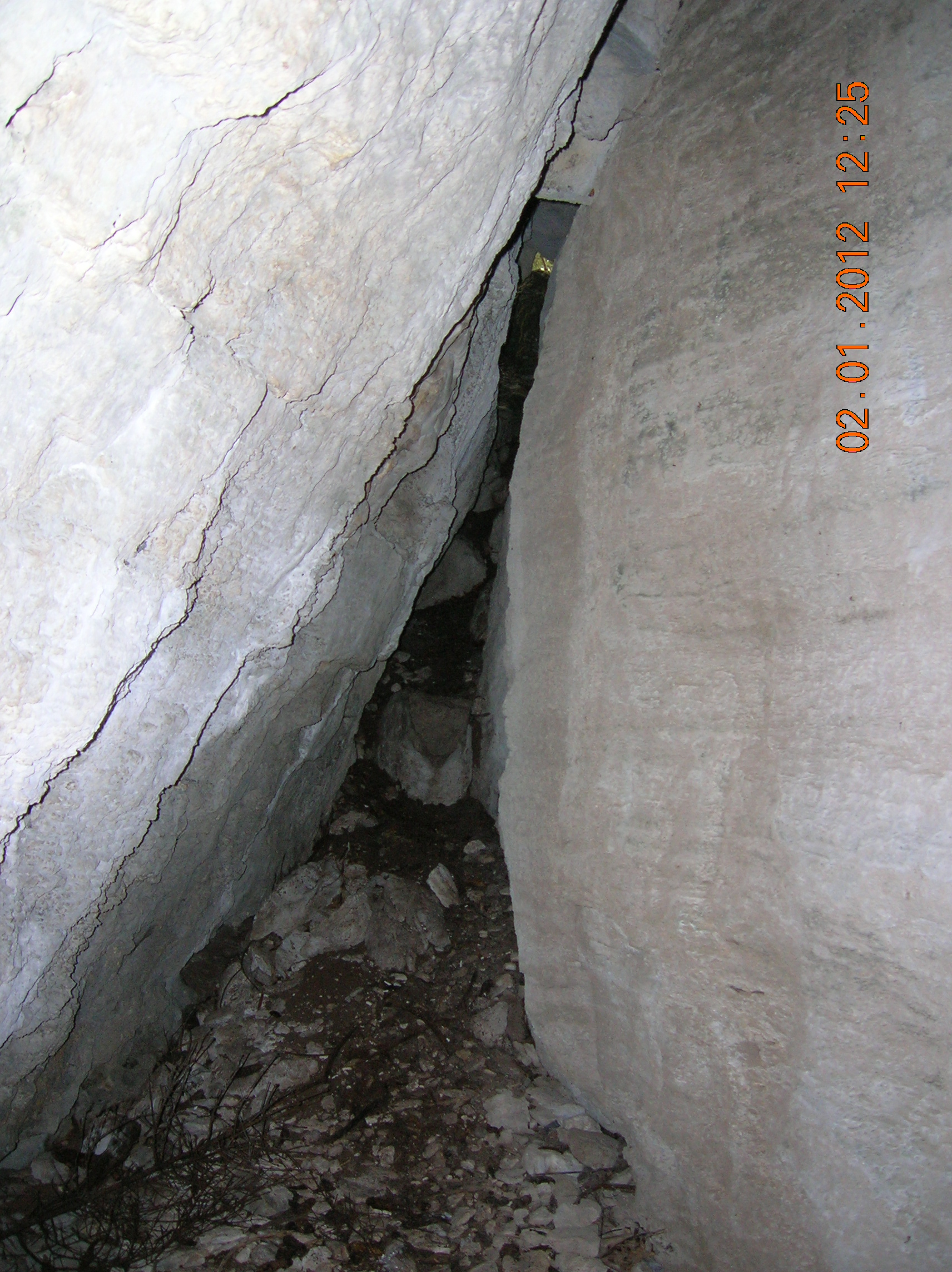
În Cerdacul Iadului - Tunel

### Studii și monografii
- Tofan, G. B. (2013), Componenta nordică a ulucului depresionar din Grupa Centrală a Carpaților Orientali (Drăgoiasa-Glodu-Bilbor-Secu-Borsec-Corbu-Tulgheș) Arhivat în 19 decembrie 2013, la Wayback Machine.; Teză de doctorat, Ed. Presa Universitară Clujeană, Cluj-Napoca,510 p., și 3 planșe color,ISBN 978-973-595-499-4.
- Tofan, G. B. (2013), Comuna Bilbor. Harta geografico-turistică, tipărit la PrintPlazza, Cluj-Napoca, ISBN 978-973-0-14528-1.
- Tofan, G. B. (2013), Potențialul turistic zoogeografic în ulucul depresionar Drăgoiasa-Tulgheș, în vol. Conferinței Naționale a Societății de Geografie din România, Edit. Eurobit, Timișoara, ISSN 2343-8495, pp. 1065–1073, 9 p., 6 fig.
- Tofan, G. B. (2013), Specific Features of the Tourist Flow in Borsec Resort, Analele Universității București, Seria Geografie, LXII, ISSN 1013-4115, pp. 155–162, 8 p., 4 fig.
- Tofan, G. B. (2012), The Drăgoiasa-Tulgheș Depressionary Alignment. The Touristic Potential, Arrangement and Capitalization, Studia UBB, Geographia, Anul LVII, 2, Cluj-Napoca, ISSN 121-079X, pp. 171–184, 14 p., 4 fig.
- Tofan, G. B. (2012), Drăgoiasa-Tulgheș Depressionary Alignment. The Numerical Evolution of Population between 1850 and 2010, Studia UBB, Geographia, Anul LVII, 1, Cluj-Napoca, ISSN 1221-079X, pp. 107–118, 12 p., 3 fig.
- Tofan, G. B. (2012), Tourism restoration and remodelling of Borsec Resort, Romanian rewiew of regional studies, Volume VIII, Number 1, 2012
- Tofan, G. B. (2011), The balneotouristic potential of the mineral waters from Drăgoiasa-Tulgheș flume and their capitalization, The Role of Tourism in Territorial Development, Edit. Presa Universitară Clujeană, Gheorgheni, ISSN 2068-9578, pp. 244–254, 11 p., 5 fig.